# Нахтмин
Нахтмин (также Миннахт) — военачальник в правление древнеегипетского фараона Тутанхамона из XVIII династии. Считался официальным наследником фараона Эйе, но на трон не взошёл.

## Биография
Нахтмин в правление Тутанхамона носил титулы «истинный слуга, благосклонный к своему господу, царский писец», «возлюбленный слуга фараона», «носитель опахала по правую руку фараона», «слуга, благодаря которому живёт имя фараона». Эти титулы обнаружены на пяти ушебти, преподнесённых Нахтмином фараону Тутанхамону в качестве погребального инвентаря.
Доподлинно родственные связи Нахтмина установить сложно. На статуе, выставленной в наши дни в Каирском музее, Нахтмин называется зятем фараона, что можно трактовать двояко: сын фараона от его плоти или царский сын Куша (наместник в Нубии (Куше)). Не существует наместников Куша по имени Нахтмин, а в затрагиваемый период наместником в Куше был Пасер I. Поэтому существует предположение о родственной связи Нахтмина и Эйе. Возможно, Нахтмин был сыном (родным или приёмным) Эйе от его жены Тэи или некой «певицы Исиды» Юйи, отчего считался наследником в правление Эйе. Он носил титулы цесаревич (егип. rpat) и сын фараона (егип. zA nzw), но на трон не взошёл. Предположительно, он скончался в конце правления Эйе, и трон занял Хоремхеб.
Сохранившиеся изображения Нахтмина дошли до наших дней сильно повреждёнными, что трактуется как «проклятие памяти». Установленная в Ахмиме — родном городе Эйе и Нахтмина — стела также повреждена. На одной стороне стелы изображены Нахтмин с женой и высечен текст: «С подношением Ра-Хорахте, целуя землю живого Атона, праведные писец Нахтмин и его „сестра“ возлюбленная хозяйка дома Туи».
Предполагается, что не найденная гробница Нахтмина выполнена в той же манере, что и гробница Эйе (WV23).
Другим человеком с именем Нахтмин был муж Мутемнуб, свояченицы Эйе, сестры Тэи. Их сын также по имени Эйе занимал пост верховного жреца Мина и Второго проповедника Амона.

## Комментарии
1. ↑  В Древнем Египте жён называли сёстрами